# La Wantzenau
La Wantzenau là một xã trong tỉnh Bas-Rhin, thuộc vùng Grand Est của nước Pháp, có dân số là 5462 người (thời điểm 1999).

## Thông tin nhân khẩu
| 1962  | 1968  | 1975  | 1982  | 1990  | 1999  |
| ----- | ----- | ----- | ----- | ----- | ----- |
| 3 016 | 3 726 | 4 216 | 4 084 | 4 394 | 5 462 |